# أوتيس ثورنتون
أوتيس ثورنتون (بالإنجليزية: Otis Thornton)‏ هو لاعب كرة قاعدة أمريكي، ولد في 30 يونيو 1945 في Docena, Alabama ‏ في الولايات المتحدة.

## وصلات خارجية
- أوتيس ثورنتون على موقعبيزبول رفرنس.كوم (الدوري الرئيسي) (الإنجليزية)
- أوتيس ثورنتون على موقعبيزبول رفرنس.كوم (الدوري الثانوي) (الإنجليزية)